# Tatort: Das Haus im Wald
Das Haus im Wald ist ein Fernsehfilm aus der Fernseh-Kriminalreihe Tatort der ARD und des ORF. Der Film wurde vom WDR produziert und am 18. August 1985 erstmals gesendet. Es ist die 171. Folge der Tatort-Reihe und der elfte Fall für die Kriminalhauptkommissare Horst Schimanski (Götz George) und Christian Thanner (Eberhard Feik). Anlässlich des 40. Sendejubiläums des Duisburger Tatorts strahlte der WDR am 3. November 2020 eine in HD abgetastete und digital restaurierte Folge aus.

## Handlung
Während eines Feierabendbieres wird Kriminalhauptkommissar Schimanski in der Wohnung seines Kollegen Thanner von einer Frau am Telefon gebeten, sie in der „Bumerang-Bar“ zu treffen. Die schüchterne Frau namens Ulla Berlitt bittet Schimanski um Hilfe, weil ihr Freund Michael „Mungo“ Mangold verschwunden ist. Er ist Schriftsteller und war einer heißen Sache auf der Spur. Ulla nimmt Schimanski in ein außerhalb gelegenes Haus im Wald mit, weil ihr Freund dort Beweismittel gegen die Firma Sunshine Tours versteckt hat. Doch sie findet zunächst nichts. Weil der Wagen nicht anspringt, müssen beide im Haus übernachten. In der Nacht wird Ulla doch noch fündig, behält aber das Geheimnis, das der Koffer ihres Freundes Mangold birgt, für sich.
Als beide am nächsten Morgen aufbrechen wollen, springt der Wagen nicht an. Kurz zuvor wurde ein Telefongespräch zwischen Schimanski und Thanner abrupt unterbrochen. Ulla berichtet, dass Mangold sich telefonisch gemeldet und nach Ullas Tochter Betty gefragt habe, die gerade bei Freunden ist. Plötzlich werden sie am Haus beschossen und müssen sich verbarrikadieren. Da Schimanski bei Gericht aussagen sollte, kommt Thanner in Schwierigkeiten und muss sich vom Staatsanwalt den Vorwurf gefallen lassen, dass Schimanski bestochen worden sei, nicht zu erscheinen. Wenig später erscheint Franz am Haus und wird von den Unbekannten in einen Busch gezerrt und verprügelt. Er rettet sich ins Haus, kann aber keine weiteren Angaben zu den Angreifern machen. Thanner wird derweil vom Kollegen Nasig unterstellt, Schimanski würde ihm in seine Ermittlungen pfuschen, da sein Informant Michael Mangold unvermittelt verschwunden sei. Die Firma Sunshine Tours sei in Rauschgiftgeschäfte verwickelt. Nach genauer Recherche in der „Bumerang-Bar“ kann Thanner mit Rolf Teuber einen Zeugen ausfindig machen, der Ulla und Mangold kennt. Teuber kann bestätigen, dass Schimanski sich mit Ulla in der Bar getroffen hat.
Im Haus im Wald wird es immer bedrückender, nachdem ein Ausbruchsversuch misslungen ist. In der Nacht steht plötzlich der etwas merkwürdige Sonny vor dem Fenster und verlangt seine Ware zurück, die Mungo der Firma entwendet habe. Dann verschwindet er wieder. Ulla stellt sich zunächst ahnungslos, bis sie in Panik gegenüber Schimanski zugibt, dass sich die Drogen im Wagen befinden. Nun wagt sich Schimanski vor das Haus. Sonny erscheint mit dem misshandelten Mangold. Dieser ist so voller Angst, dass er den Aufenthaltsort von Ullas Tochter Betty verraten hat. Mungo beschwört Ulla, den Stoff herauszugeben. Es kommt zum Tausch und Sonny entflieht mit seinem Komplizen. Doch Thanner hat bereits das Gebiet um das Haus weiträumig umstellen lassen und liegt einige Meter entfernt auf der Lauer. Der Zufall will es, dass der Wagen von Sonnys Bande in Thanners Dienstfahrzeug kracht und die Männer zu Fuß flüchten müssen. Durch Thanners Maßnahmen können sie aber schnell gefasst werden.

## Hintergrund
- Den Titelsong Winds of Change sang Mark Spiro.
- Ab 1999 war Dominic Raacke selbst als Tatort-Ermittler Till Ritter in Berlin zu sehen.
- András Fricsay wurde kurz zuvor als ein Mitglied der Diamantendiebe im Supernasen-Film Zwei Nasen tanken Super bekannt.
- Das Haus, in dem diese Folge spielt, befindet sich nicht wie im Film erwähnt in Bruckhausen, sondern in Inning am Ammersee in Bayern. Es steht in der Alten Landsberger Straße.[2] Es wurde früher von dem Moderator Thomas Gottschalk bewohnt und gehörte dessen Bruder Christoph Gottschalk. Im Herbst 2018 wurde bekannt, dass Christoph Gottschalk die Immobilie verkauft hat.[3]
- Rolf Zacher, der in diesem Schimanski-Tatort den Kollegen Nasig spielt, kommt im Schimanski-Tatort Blutspur in der Rolle eines Zuhälters vor.